# Saint-Christophe-sur-Guiers
Saint-Christophe-sur-Guiers – miejscowość i gmina we Francji, w regionie Owernia-Rodan-Alpy, w departamencie Isère.
Według danych na rok 1990 gminę zamieszkiwało 709 osób, a gęstość zaludnienia wynosiła 30 osób/km² (wśród 2880 gmin regionu Rodan-Alpy Saint-Christophe-sur-Guiers plasuje się na 974. miejscu pod względem liczby ludności, natomiast pod względem powierzchni na miejscu 373.).